# Oslo-Studentenes IL
L'Oslo-Studentenes IL è una squadra di pallamano maschile norvegese con sede a Oslo.

## Palmarès
- Campionato norvegese: 2
  - 1967-68, 1969-70.